# Fernando Parenti
Fernando David Parenti (Bosques, 4 de febrero de 1941-30 de abril de 2024) fue un futbolista argentino, que se desempeñó como centrocampista.

## Trayectoria
Inició su carrera en 1958 en Arsenal de Llavallol, entonces en la tercera categoría del ascenso argentino y posteriormente filial de Boca Juniors. En 1961 pasó a River Plate, donde se desempeñó en las divisiones inferiores.
En 1963 fue transferido a Lanús junto a Roberto Paz, Juan Pizarro y Roberto Ávalos, como parte de pago por el pase del destacado José Díaz. Parenti tardó en consolidarse como titular, logro que alcanzó en la fecha 16 del torneo de Primera B de 1964, con dos goles en la victoria 4–2 sobre Dock Sud. Integró la delantera que, con un triunfo 4–1 ante Deportivo Español en cancha de Huracán, aseguró el ascenso a Primera División: Iglesias, Parenti, Silva, Acosta y De Mario. En su primer ciclo en Lanús (1963–1965), disputó 49 partidos y convirtió 14 goles.
Tras una destacada actuación en la temporada de 1965, en la que anotó 7 goles en 26 partidos pese a una floja campaña colectiva, fue adquirido por Racing Club a cambio de más de seis millones de pesos de la época y las cesiones de Felipe Unzué, Eduardo Pellico y Carlos López. Se incorporó así al plantel que bajo la dirección de Juan José Pizzuti sería célebre como el «Equipo de José» y conquistaría el Campeonato en 1966, y la Copa Libertadores y Copa Intercontinental en 1967. Durante su paso por Racing (1966–1967), Parenti jugó 19 partidos por torneos locales y marcó 2 goles, y tuvo 17 presencias en la Copa Libertadores, en la que convirtió 5 tantos. En 1968 pasó a Banfield (24 partidos, 3 goles) y en 1969 regresó brevemente a Lanús.
En 1970 se incorporó a Colo-Colo de Chile, y en 1971 y 1972 jugó para América de Cali (Colombia), donde culminó su carrera profesional.

## Palmarés

### Campeonatos nacionales
| Título           | Club        | País      | Año  |
| ---------------- | ----------- | --------- | ---- |
| Primera División | Racing Club | Argentina | 1966 |

### Campeonatos internacionales
| Torneo                | Club        | País    | Año  |
| --------------------- | ----------- | ------- | ---- |
| Copa Libertadores     | Racing Club | Chile   | 1967 |
| Copa Intercontinental | Racing Club | Uruguay | 1967 |